# Lesko (gemeente)
De gemeente Lesko is een stad- en landgemeente in het Poolse woiwodschap Subkarpaten, in powiat Leski.
De zetel van de gemeente is in Lesko.
Op 30 juni 2004 telde de gemeente 11 530 inwoners.

## Oppervlakte gegevens
In 2002 bedroeg de totale oppervlakte van gemeente Lesko 111,58 km², waarvan:
- agrarisch gebied: 40%
- bossen: 46%

De gemeente beslaat 13,37% van de totale oppervlakte van de powiat.

## Demografie
Stand op 30 juni 2004:
| Omschrijving                   | Totaal | Totaal | Vrouwen | Vrouwen | Mannen | Mannen |
| ------------------------------ | ------ | ------ | ------- | ------- | ------ | ------ |
| eenheid                        | aantal | %      | aantal  | %       | aantal | %      |
| inwoners                       | 11 530 | 100    | 5795    | 50,3    | 5735   | 49,7   |
| bevolkingsdichtheid (inw./km²) | 103,3  | 103,3  | 51,9    | 51,9    | 51,4   | 51,4   |

In 2002 bedroeg het gemiddelde inkomen per inwoner 1273,82 zł.

## Administratieve plaatsen (sołectwo)
- Bachlawa
- Bezmiechowa Dolna
- Bezmiechowa Górna
- Dziurdziów
- Glinne
- Hoczew
- Huzele
- Jankowce
- Łączki
- Łukawica
- Monasterzec
- Postołów
- Średnia Wieś
- Weremień

## Aangrenzende gemeenten
Baligród, Olszanica, Solina, Tyrawa Wołoska, Zagórz